# きかんしゃトーマス 伝説の英雄
『きかんしゃトーマス 伝説の英雄』（ - でんせつのヒロ、Hero of the Rails）は、イギリスのテレビシリーズ『きかんしゃトーマス』の長編シリーズ第4作目の作品である。

## 概要
2008年に『きかんしゃトーマス』の権利元ヒット・エンターテインメントがテレビシリーズの3DCG化を決定し、そのフルCGアニメーション版第1作として公開された。アメリカでは非常に好評だったため、2009年の劇場公開に加え2010年の5月6日に再上映された。また、アメリカ及びイギリスでは本作のWii・ニンテンドーDSのソフトが発売されたが日本では未発売。

## 本作の特徴
制作の3DCG化により模型では表現できなかった映像効果も多数見られる。英米版ではこの作品以降、テレビシリーズにおいても日本と同様に個々の声優がキャラクターの声を演じるようになるがナレーターの変更はない。英米版のヒロの声優には英国在住の日本人俳優、伊川東吾が起用された。

## 日本での公開
日本では、原作出版『汽車のえほん』出版65周年記念作品として2010年4月24日より全国の劇場で一斉ロードショーされた（一部劇場を除く）。本作より日本出身キャラクター「ヒロ」が登場するということもあり、ヒロを中心とする映画関連商品が数多く発売された。また、劇場限定商品も、劇場作品前作の「トーマスをすくえ!! ミステリーマウンテン」とは異なりパンフレットを始め、様々なアイテムが販売された。
興行成績は、オープニングの土日に1万567人で興行収入1114万1700円に達した。
英米版とは異なり原作出版65周年記念として本編上映前に「きかんしゃトーマス」の歴史を短く紹介した特別映像が挿入された。またヒロのフラッシュバックシーンにおける五重塔の登場シーンが、日本版では他の映像に差し替えられている。
米国ではエンドクレジットに主題歌「Go Go Thomas!」が流れるが、英国版・日本版ではオープニングテーマ（第8シリーズ以降のオープニング「きかんしゃトーマスのテーマ2」の編曲）がエンディング曲に使用され、本編のシーンから抜粋した静止画をバックにクレジットが表示された。
公開4日後の4月28日には、お台場シネマメディアージュにて午後の上映回で、俳優の石田純一によるトークショーも開催された。
本作の吹き替え版DVDは2010年10月22日に発売された。2011年5月4日、8月14日、12月31日にNHKEテレで、12月26日にBSプレミアムでテレビ放映された。

## あらすじ
ソドー島に暮らすタンク機関車のトーマスと仲間たちは、ボックスフォード公爵夫妻の新たな別荘を建てるためにやってきた大型機関車スペンサーからの侮辱に苛立っていた。スペンサーからの挑発を受けたトーマスは、彼と重い荷物を運ぶ競走をすることになる。
トーマスは競走の最中、無理をしたためブレーキを壊し、茂みの中へ突進する。彼がようやく止まった先には、部品の外れ、錆びついた古い機関車ヒロが佇んでいた。トーマスはスペンサーへの怒りも忘れ、かつて「鉄道の英雄」と呼ばれていたヒロの復活に尽力することを決意する。

## キャスト（声の出演）
| キャラクター             | オリジナル（英語）版   | オリジナル（英語）版   | 日本語吹き替え |
| キャラクター             | 英国版                 | 米国版                 | 日本語吹き替え |
| ------------------------ | ---------------------- | ---------------------- | -------------- |
| ナレーター               | マイケル・アンジェリス | マイケル・ブランドン   | ジョン・カビラ |
| トーマス                 | ベン・スモール         | マーティン・シャーマン | 比嘉久美子     |
| トビー                   | ベン・スモール         | ウィリアム・ホープ     | 坪井智浩       |
| エドワード               | キース・ウィッカム     | ウィリアム・ホープ     | 佐々木望       |
| ヘンリー                 | キース・ウィッカム     | ケリー・シェイル       | 金丸淳一       |
| ゴードン                 | キース・ウィッカム     | ケリー・シェイル       | 三宅健太       |
| ジェームス               | キース・ウィッカム     | ケリー・シェイル       | 江原正士       |
| トップハム・ハット卿     | キース・ウィッカム     | ケリー・シェイル       | 納谷六朗       |
| パーシー                 | キース・ウィッカム     | マーティン・シャーマン | 神代知衣       |
| エミリー                 | テレサ・ギャラガー     | ジュール・デ・ヨング   | 山崎依里奈     |
| メイビス                 | テレサ・ギャラガー     | ジュール・デ・ヨング   | 伊東久美子     |
| ボックスフォード侯爵夫人 | テレサ・ギャラガー     | ジュール・デ・ヨング   | 伊東久美子     |
| スペンサー               | マット・ウィルキンソン | グレン・ウレッジ       | 宗矢樹頼       |
| ビクター                 | マット・ウィルキンソン | デヴィッド・ベデラ     | 坂口候一       |
| ロッキー                 | マット・ウィルキンソン | ウィリアム・ホープ     | 河本邦弘       |
| ボックスフォード侯爵     | マット・ウィルキンソン | ウィリアム・ホープ     | 樫井笙人       |
| ケビン                   | マット・ウィルキンソン | ケリー・シェイル       | 河杉貴志       |
| ヒロ                     | 伊川東吾               | 伊川東吾               | 玄田哲章       |

## トリビア
- 日本国内において本IPコンテンツの権利を所有するソニー・クリエイティブプロダクツは、本国公式に「日本の機関車を出して欲しい」という要求を長年行っており、その実現を果たしたのが本作品である。加えてヒスパニックのキャラクターとしてビクターが初登場するなど、本作はTV版きかんしゃトーマスの国際化の大きな契機となった。
- ヒロが船からソドー島へ降ろされるフラッシュバックシーンにて、トップハム・ハット卿の祖父が登場している。画面右側のシルクハットを被った人物が彼である。
- 劇場公開から4年経った2014年3月22日に、日本・大井川鐵道にてヒロがお披露目された。ただし、ヒロのモデルはD51だが、大井川鐵道のヒロは同社所有の9600形を元に改造している。